# Nirmal
Nirmal là một thành phố và khu đô thị của quận Adilabad thuộc bang Telangana, Ấn Độ.

## Địa lý
Nirmal có vị trí 19°06′B 78°21′Đ / 19,1°B 78,35°Đ Nó có độ cao trung bình là 340 mét (1115 feet).

## Nhân khẩu
Theo điều tra dân số năm 2001 của Ấn Độ, Nirmal có dân số 74.017 người. Phái nam chiếm 50% tổng số dân và phái nữ chiếm 50%. Nirmal có tỷ lệ 65% biết đọc biết viết, cao hơn tỷ lệ trung bình toàn quốc là 59,5%: tỷ lệ cho phái nam là 74%, và tỷ lệ cho phái nữ là 56%. Tại Nirmal, 14% dân số nhỏ hơn 6 tuổi.